# بابل (فلم)
بابل (بالإنجليزية: Babel) فيلم دراما صدر عام 2006 من إخراج أليخاندرو غونزالس إناريتو وتأليف غييرمو أرياغا، مكوَّن من ثلاث قصص درامية متكاملة تدور أحداثها في المغرب، اليابان، المكسيك والولايات المتحدة. تم ذلك عبر تعاون سينمائي عالمي لعدة شركات إنتاج في فرنسا، المكسيك والولايات المتحدة.
الفيلم من بطولة براد بيت وكيت بلانشيت، وقد فاز ب 28 جائزة منهم جائزة الأوسكار لأفضل موسيقى تصويرية إلى جانب ترشيحه ل 75 جائزة منها.

## القصة
في الصحراء المغربية، أخوان طفلان يرعيان قطيع الماشية المملوك لعائلتهما، حيث يقرران أن يختبرا بندقياتهم، ولكن عندما تذهب أحد الطلقات بعيدًا جدًا، تتغير حياة خمسة مجموعات من الناس في ثلاث قارات مختلفة. تشمل المجموعات زوجين أمريكيين (براد بيت، كيت بلانشيت) بحيث تصاب الزوجة بالطلقة وهم في الحافلة السياحية، مراهقة يابانية صماء ووالدها بحيث أن البندقية كانت ملكا للياباني، ومربية أطفال مكسيكية برفقة طفلين أمريكيين عبرت بهم الحدود وهذان الطفلان هما ابنا الزوجين الأمريكيين والمربية ارادت فقط حضور زفاف في العائلة لكن ذلك سيكلفها الكثير. ولا ننسى عائلة الطفلين الذين أطلقا النار على حافلة السياح والرجل الذي باع البندقية لوالديهما وزوجته.

## قائمة الممثلين
اليابان
- براد بيت بدور ريتشارد جونس
- كيت بلانشيت بدور Susan Jones
- Mohamed Akhzam بدور أنور
- بيتر وايت بدور توم
- هارييت والتر بدور ليلي
- ميخائيل مالوني بدور جيمس
- إدريس الروخ بدور Alarid
- بوبكر أية القائد بدور الطفل يوسف
- سعيد طرشاني بدور الطفل أحمد
- مصطفى رشيدي بدور عبدالله
- عبدالقادر بارا بدور حسان
- وهيبة سهمي بدور زهرة
- Robert Fyfe بدور السائح رقم 14

الولايات المتحدة/ المكسيك
- أدريانا بارازا بدور اميلي هرناندز
- غايل غارسيا برنال بدور سانتياغو
- إيل فانينغ بدور الطفلة ديبي جونس
- ناثان جامبل بدور الطفل مايك جونس
- كليفتون كولينز جونيور بدور شرطي الحدود المكسيكي
- مايكل بينا بدور الشرطي جون

اليابان
- رينكو كيكوتشي بدور Chieko Wataya
- كوجي ياكوشو بدور Yبدورujiro Wataya
- Satoshi Nikaido بدور Detective Kenji Mamiya
- Yuko Murata بدور ميتسو
- Shigemitsu Ogi بدور Dentist Chieko attempts to seduce.
- أياكا كوماتسو بدور عارضة أزياء في الإعلانات التلفزيونية (غير معتمد).

## وصلات خارجية
- مقالات تستعمل روابط فنية بلا صلة مع ويكي بيانات